# Seznam občin italijanske dežele Lombardija
V seznamu so naštete občine vseh dvanajstih  pokrajin italijanske dežele Lombardija v izvirni italijanski obliki.

## Pokrajina Bergamo
A
Adrara San Martino • Adrara San Rocco • Albano Sant'Alessandro • Albino • Algua • Almenno San Bartolomeo • Almenno San Salvatore • Almè • Alzano Lombardo • Ambivere • Antegnate • Arcene • Ardesio • Arzago d'Adda • Averara • Aviatico • Azzano San Paolo • Azzone • 
B
Bagnatica • Barbata • Bariano • Barzana • Bedulita • Berbenno • Bergamo • Berzo San Fermo • Bianzano • Blello • Bolgare • Boltiere • Bonate Sopra • Bonate Sotto • Borgo di Terzo • Bossico • Bottanuco • Bracca • Branzi • Brembate • Brembate di Sopra • Brembilla • Brignano Gera d'Adda • Brumano • Brusaporto • 
C
Calcinate • Calcio • Calusco d'Adda • Calvenzano • Camerata Cornello • Canonica d'Adda • Capizzone • Capriate San Gervasio • Caprino Bergamasco • Caravaggio • Carobbio degli Angeli • Carona • Carvico • Casazza • Casirate d'Adda • Casnigo • Cassiglio • Castel Rozzone • Castelli Calepio • Castione della Presolana • Castro • Cavernago • Cazzano Sant'Andrea • Cenate Sopra • Cenate Sotto • Cene • Cerete • Chignolo d'Isola • Chiuduno • Cisano Bergamasco • Ciserano • Cividate al Piano • Clusone • Colere • Cologno al Serio • Colzate • Comun Nuovo • Corna Imagna • Cornalba • Cortenuova • Costa Valle Imagna • Costa Volpino • Costa di Mezzate • Costa Serina • Covo • Credaro • Curno • Cusio • 
D
Dalmine • Dossena • 
E
Endine Gaiano • Entratico • 
F
Fara Gera d'Adda • Fara Olivana con Sola • Filago • Fino del Monte • Fiorano al Serio • Fontanella • Fonteno • Foppolo • Foresto Sparso • Fornovo San Giovanni • Fuipiano Valle Imagna • 
G
Gandellino • Gandino • Gandosso • Gaverina Terme • Gazzaniga • Gerosa • Ghisalba • Gorlago • Gorle • Gorno • Grassobbio • Gromo • Grone • Grumello del Monte • 
I
Isola di Fondra • Isso • 
L
Lallio • Leffe • Lenna • Levate • Locatello • Lovere • Lurano • Luzzana • 
M
Madone • Mapello • Martinengo • Medolago • Mezzoldo • Misano di Gera d'Adda • Moio de' Calvi • Monasterolo del Castello • Montello • Morengo • Mornico al Serio • Mozzanica • Mozzo • 
N
Nembro • 
O
Olmo al Brembo • Oltre il Colle • Oltressenda Alta • Oneta • Onore • Orio al Serio • Ornica • Osio Sopra • Osio Sotto • 
P
Pagazzano • Paladina • Palazzago • Palosco • Parre • Parzanica • Pedrengo • Peia • Pianico • Piario • Piazza Brembana • Piazzatorre • Piazzolo • Pognano • Ponte Nossa • Ponte San Pietro • Ponteranica • Pontida • Pontirolo Nuovo • Pradalunga • Predore • Premolo • Presezzo • Pumenengo • 
R
Ranica • Ranzanico • Riva di Solto • Rogno • Romano di Lombardia • Roncobello • Roncola • Rota d'Imagna • Rovetta • 
S
San Giovanni Bianco • San Paolo d'Argon • San Pellegrino Terme • Sant'Omobono Terme • Santa Brigida • Sarnico • Scanzorosciate • Schilpario • Sedrina • Selvino • Seriate • Serina • Solto Collina • Solza • Songavazzo • Sorisole • Sotto il Monte Giovanni XXIII • Sovere • Spinone al Lago • Spirano • Stezzano • Strozza • Suisio • 
T
Taleggio • Tavernola Bergamasca • Telgate • Terno d'Isola • Torre Boldone • Torre Pallavicina • Torre de' Roveri • Trescore Balneario • Treviglio • Treviolo • 
U
Ubiale Clanezzo • Urgnano • 
V
Valbondione • Valbrembo • Valgoglio • Valleve • Valnegra • Valsecca • Valtorta • Vedeseta • Verdellino • Verdello • Vertova • Viadanica • Vigano San Martino • Vigolo • Villa d'Adda • Villa d'Almè • Villa d'Ogna • Villa di Serio • Villongo • Vilminore di Scalve • 
Z
Zandobbio • Zanica • Zogno

## Pokrajina Brescia
A
Acquafredda • Adro • Agnosine • Alfianello • Anfo • Angolo Terme • Artogne • Azzano Mella • 
B
Bagnolo Mella • Bagolino • Barbariga • Barghe • Bassano Bresciano • Bedizzole • Berlingo • Berzo Demo • Berzo Inferiore • Bienno • Bione • Borgo San Giacomo • Borgosatollo • Borno • Botticino • Bovegno • Bovezzo • Brandico • Braone • Breno • Brescia • Brione • 
C
Caino • Calcinato • Calvagese della Riviera • Calvisano • Capo di Ponte • Capovalle • Capriano del Colle • Capriolo • Carpenedolo • Castegnato • Castel Mella • Castelcovati • Castenedolo • Casto • Castrezzato • Cazzago San Martino • Cedegolo • Cellatica • Cerveno • Ceto • Cevo • Chiari • Cigole • Cimbergo • Cividate Camuno • Coccaglio • Collebeato • Collio • Cologne • Comezzano-Cizzago • Concesio • Corte Franca • Corteno Golgi • Corzano • 
D
Darfo Boario Terme • Dello • Desenzano del Garda • 
E
Edolo • Erbusco • Esine • 
F
Fiesse • Flero • 
G
Gambara • Gardone Riviera • Gardone Val Trompia • Gargnano • Gavardo • Ghedi • Gianico • Gottolengo • Gussago • 
I
Idro • Incudine • Irma • Iseo • Isorella • 
L
Lavenone • Leno • Limone sul Garda • Lodrino • Lograto • Lonato • Longhena • Losine • Lozio • Lumezzane • 
M
Maclodio • Magasa • Mairano • Malegno • Malonno • Manerba del Garda • Manerbio • Marcheno • Marmentino • Marone • Mazzano • Milzano • Moniga del Garda • Monno • Monte Isola • Monticelli Brusati • Montichiari • Montirone • Mura • Muscoline • 
N
Nave • Niardo • Nuvolento • Nuvolera • 
O
Odolo • Offlaga • Ome • Ono San Pietro • Orzinuovi • Orzivecchi • Ospitaletto • Ossimo • Padenghe sul Garda • Paderno Franciacorta • Paisco Loveno • Paitone • Palazzolo sull'Oglio • Paratico • Paspardo • Passirano • Pavone del Mella • Pertica Alta • Pertica Bassa • Pezzaze • Pian Camuno • Piancogno • Pisogne • Polaveno • Polpenazze del Garda • Pompiano • Poncarale • Ponte di Legno • Pontevico • Pontoglio • Pozzolengo • Pralboino • Preseglie • Prestine • Prevalle • Provaglio Val Sabbia • Provaglio d'Iseo • Puegnago sul Garda • 
Q
Quinzano d'Oglio • 
R
Remedello • Rezzato • Roccafranca • Rodengo-Saiano • Roncadelle • Rovato • Roè Volciano • Rudiano • 
S
Sabbio Chiese • Sale Marasino • Salò • San Felice del Benaco • San Gervasio Bresciano • San Paolo • San Zeno Naviglio • Sarezzo • Saviore dell'Adamello • Sellero • Seniga • Serle • Sirmione • Soiano del Lago • Sonico • Sulzano • 
T
Tavernole sul Mella • Temù • Tignale • Torbole Casaglia • Toscolano-Maderno • Travagliato • Tremosine • Trenzano • Treviso Bresciano • 
U
Urago d'Oglio • 
V
Vallio Terme • Valvestino • Verolanuova • Verolavecchia • Vestone • Vezza d'Oglio • Villa Carcina • Villachiara • Villanuova sul Clisi • Vione • Visano • Vobarno • 
Z
Zone

## Pokrajina Como
A
Albavilla • Albese con Cassano • Albiolo • Alserio • Alzate Brianza • Anzano del Parco • Appiano Gentile • Argegno • Arosio • Asso • 
B
Barni • Bellagio • Bene Lario • Beregazzo con Figliaro • Binago • Bizzarone • Blessagno • Blevio • Bregnano • Brenna • Brienno • Brunate • Bulgarograsso • 
C
Cabiate • Cadorago • Caglio • Cagno • Campione d'Italia • Cantù • Canzo • Capiago Intimiano • Carate Urio • Carbonate • Carimate • Carlazzo • Carugo • Casasco d'Intelvi • Caslino d'Erba • Casnate con Bernate • Cassina Rizzardi • Castelmarte • Castelnuovo Bozzente • Castiglione d'Intelvi • Cavallasca • Cavargna • Cerano d'Intelvi • Cermenate • Cernobbio • Cirimido • Civenna • Claino con Osteno • Colonno • Como • Consiglio di Rumo • Corrido • Cremia • Cucciago • Cusino • 
D
Dizzasco • Domaso • Dongo • Dosso del Liro • Drezzo • 
E
Erba • Eupilio • 
F
Faggeto Lario • Faloppio • Fenegrò • Figino Serenza • Fino Mornasco • 
G
Garzeno • Gera Lario • Germasino • Gironico • Grandate • Grandola ed Uniti • Gravedona • Griante • Guanzate • 
I
Inverigo • 
L
Laglio • Laino • Lambrugo • Lanzo d'Intelvi • Lasnigo • Lenno • Lezzeno • Limido Comasco • Lipomo • Livo • Locate Varesino • Lomazzo • Longone al Segrino • Luisago • Lurago Marinone • Lurago d'Erba • Lurate Caccivio • 
M
Magreglio • Mariano Comense • Maslianico • Menaggio • Merone • Mezzegra • Moltrasio • Monguzzo • Montano Lucino • Montemezzo • Montorfano • Mozzate • Musso • 
N
Nesso • Novedrate • 
O
Olgiate Comasco • Oltrona di San Mamette • Orsenigo • Ossuccio • 
P
Parè • Peglio • Pellio Intelvi • Pianello del Lario • Pigra • Plesio • Pognana Lario • Ponna • Ponte Lambro • Porlezza • Proserpio • Pusiano • 
R
Ramponio Verna • Rezzago • Rodero • Ronago • Rovellasca • Rovello Porro • 
S
Sala Comacina • San Bartolomeo Val Cavargna • San Fedele Intelvi • San Fermo della Battaglia • San Nazzaro Val Cavargna • San Siro • Schignano • Senna Comasco • Solbiate • Sorico • Sormano • Stazzona • 
T
Tavernerio • Torno • Tremezzo • Trezzone • Turate • 
U
Uggiate-Trevano • 
V
Val Rezzo • Valbrona • Valmorea • Valsolda • Veleso • Veniano • Vercana • Vertemate con Minoprio • Villa Guardia • 
Z
Zelbio

## Pokrajina Cremona
A
Acquanegra Cremonese • Agnadello • Annicco • Azzanello • 
B
Bagnolo Cremasco • Bonemerse • Bordolano • 
C
Ca' d'Andrea • Calvatone • Camisano • Campagnola Cremasca • Capergnanica • Cappella Cantone • Cappella de' Picenardi • Capralba • Casalbuttano ed Uniti • Casale Cremasco-Vidolasco • Casaletto Ceredano • Casaletto Vaprio • Casaletto di Sopra • Casalmaggiore • Casalmorano • Castel Gabbiano • Casteldidone • Castelleone • Castelverde • Castelvisconti • Cella Dati • Chieve • Cicognolo • Cingia de' Botti • Corte de' Cortesi con Cignone • Corte de' Frati • Credera Rubbiano • Crema • Cremona • Cremosano • Crotta d'Adda • Cumignano sul Naviglio • 
D
Derovere • Dovera • Drizzona • 
F
Fiesco • Formigara • 
G
Gabbioneta-Binanuova • Gadesco-Pieve Delmona • Genivolta • Gerre de' Caprioli • Gombito • Grontardo • Grumello Cremonese ed Uniti • Gussola • 
I
Isola Dovarese • Izano • 
M
Madignano • Malagnino • Martignana di Po • Monte Cremasco • Montodine • Moscazzano • Motta Baluffi • 
O
Offanengo • Olmeneta • Ostiano • 
P
Paderno Ponchielli • Palazzo Pignano • Pandino • Persico Dosimo • Pescarolo ed Uniti • Pessina Cremonese • Piadena • Pianengo • Pieranica • Pieve San Giacomo • Pieve d'Olmi • Pozzaglio ed Uniti • 
Q
Quintano • 
R
Ricengo • Ripalta Arpina • Ripalta Cremasca • Ripalta Guerina • Rivarolo del Re ed Uniti • Rivolta d'Adda • Robecco d'Oglio • Romanengo • 
S
Salvirola • San Bassano • San Daniele Po • San Giovanni in Croce • San Martino del Lago • Scandolara Ravara • Scandolara Ripa d'Oglio • Sergnano • Sesto ed Uniti • Solarolo Rainerio • Soresina • Sospiro • Soncino • Pizzighettone • Spinadesco • Spineda • Spino d'Adda • Stagno Lombardo • 
T
Ticengo • Torlino Vimercati • Tornata • Torre de' Picenardi • Torricella del Pizzo • Trescore Cremasco • Trigolo • 
V
Vaiano Cremasco • Vailate • Vescovato • Volongo • Voltido

## Pokrajina Lecco
A
Abbadia Lariana - Airuno - Annone di Brianza - 
B
Ballabio - Barzago - Barzanò - Barzio - Bellano - Bosisio Parini - Brivio - Bulciago - 
C
Calco - Calolziocorte - Carenno - Casargo - Casatenovo - Cassago Brianza - Cassina Valsassina - Castello di Brianza - Cernusco Lombardone - Cesana Brianza - Civate - Colico - Colle Brianza - Cortenova - Costa Masnaga - Crandola Valsassina - Cremella - Cremeno - 
D
Dervio - Dolzago - Dorio - 
E
Ello - Erve - Esino Lario - 
G
Galbiate - Garbagnate Monastero - Garlate - 
I
Imbersago - Introbio - Introzzo - 
L
Lecco - Lierna - Lomagna - 
M
Malgrate - Mandello del Lario - Margno - Merate - Missaglia - Moggio - Molteno - Monte Marenzo - Montevecchia - Monticello Brianza - Morterone - 
N
Nibionno - 
O
Oggiono - Olgiate Molgora - Olginate - Oliveto Lario - Osnago - 
P
Paderno d'Adda - Pagnona - Parlasco - Pasturo - Perego - Perledo - Pescate - Premana - Primaluna - 
R
Robbiate - Rogeno - Rovagnate - 
S
Santa Maria Hoè - Sirone - Sirtori - Sueglio - Suello - 
T
Taceno - Torre de' Busi - Tremenico - 
V
Valgreghentino - Valmadrera - Varenna - Vendrogno - Vercurago - Verderio Inferiore - Verderio Superiore - Vestreno - Viganò

## Pokrajina Lodi
A
Abbadia Cerreto • 
B
Bertonico • Boffalora d'Adda • Borghetto Lodigiano • Borgo San Giovanni • Brembio • 
C
Camairago • Casaletto Lodigiano • Casalmaiocco • Casalpusterlengo • Caselle Landi • Caselle Lurani • Castelnuovo Bocca d'Adda • Castiglione d'Adda • Castiraga Vidardo • Cavacurta • Cavenago d'Adda • Cervignano d'Adda • Codogno • Comazzo • Cornegliano Laudense • Corno Giovine • Cornovecchio • Corte Palasio • Crespiatica • 
F
Fombio • 
G
Galgagnano • Graffignana • Guardamiglio • 
L
Livraga • Lodi • Lodi Vecchio • 
M
Maccastorna • Mairago • Maleo • Marudo • Massalengo • Meleti • Merlino • Montanaso Lombardo • Mulazzano • 
O
Orio Litta • Ospedaletto Lodigiano • Ossago Lodigiano • 
P
Pieve Fissiraga • 
S
Salerano sul Lambro • San Fiorano • San Martino in Strada • San Rocco al Porto • Sant'Angelo Lodigiano • Santo Stefano Lodigiano • Secugnago • Senna Lodigiana • Somaglia • Sordio • 
T
Tavazzano con Villavesco • Terranova dei Passerini • Turano Lodigiano • 
V
Valera Fratta • Villanova del Sillaro • 
Z
Zelo Buon Persico

## Pokrajina Mantova
A
Acquanegra sul Chiese • Asola • 
B
Bagnolo San Vito • Bigarello • Borgoforte • Borgofranco sul Po • Bozzolo • 
C
Canneto sull'Oglio • Carbonara di Po • Casalmoro • Casaloldo • Casalromano • Castel Goffredo • Castel d'Ario • Castelbelforte • Castellucchio • Castiglione delle Stiviere • Cavriana • Ceresara • Commessaggio • Curtatone • 
D
Dosolo • 
F
Felonica • 
G
Gazoldo degli Ippoliti • Gazzuolo • Goito • Gonzaga • Guidizzolo • 
M
Magnacavallo • Mantova • Marcaria • Mariana Mantovana • Marmirolo • Medole • Moglia • Monzambano • Motteggiana • 
O
Ostiglia • 
P
Pegognaga • Pieve di Coriano • Piubega • Poggio Rusco • Pomponesco • Ponti sul Mincio • Porto Mantovano • 
Q
Quingentole • Quistello • 
R
Redondesco • Revere • Rivarolo Mantovano • Rodigo • Roncoferraro • Roverbella • 
S
Sabbioneta • San Benedetto Po • San Giacomo delle Segnate • San Giorgio di Mantova • San Giovanni del Dosso • San Martino dall'Argine • Schivenoglia • Sermide • Serravalle a Po • Solferino • Sustinente • Suzzara • 
V
Viadana • Villa Poma • Villimpenta • Virgilio • Volta Mantovana

## Pokrajina Milano
A
Abbiategrasso • Agrate Brianza • Aicurzio • Albairate • Albiate • Arconate • Arcore • Arese • Arluno • Assago • 
B
Baranzate • Bareggio • Barlassina • Basiano • Basiglio • Bellinzago Lombardo • Bellusco • Bernareggio • Bernate Ticino • Besana in Brianza • Besate • Biassono • Binasco • Boffalora sopra Ticino • Bollate • Bovisio-Masciago • Bresso • Briosco • Brugherio • Bubbiano • Buccinasco • Burago di Molgora • Buscate • Busnago • Bussero • Busto Garolfo • 
C
Calvignasco • Cambiago • Camparada • Canegrate • Caponago • Carate Brianza • Carnate • Carpiano • Carugate • Casarile • Casorezzo • Cassano d'Adda • Cassina de' Pecchi • Cassinetta di Lugagnano • Castano Primo • Cavenago di Brianza • Ceriano Laghetto • Cernusco sul Naviglio • Cerro Maggiore • Cerro al Lambro • Cesano Boscone • Cesano Maderno • Cesate • Cinisello Balsamo • Cisliano • Cogliate • Cologno Monzese • Colturano • Concorezzo • Corbetta • Cormano • Cornaredo • Cornate d'Adda • Correzzana • Corsico • Cuggiono • Cusago • Cusano Milanino • 
D
Dairago • Desio • Dresano • 
G
Gaggiano • Garbagnate Milanese • Gessate • Giussano • Gorgonzola • Grezzago • Gudo Visconti • 
I
Inveruno • Inzago • 
L
Lacchiarella • Lainate • Lazzate • Legnano • Lentate sul Seveso • Lesmo • Limbiate • Liscate • Lissone • Locate di Triulzi • 
M
Macherio • Magenta • Magnago • Marcallo con Casone • Masate • Meda • Mediglia • Melegnano • Melzo • Mesero • Mezzago • Milano • Misinto • Monza • Morimondo • Motta Visconti • Muggiò • 
N
Nerviano • Nosate • Nova Milanese • Novate Milanese • Noviglio • 
O
Opera • Ornago • Ossona • Ozzero • 
P
Paderno Dugnano • Pantigliate • Parabiago • Paullo • Pero • Peschiera Borromeo • Pessano con Bornago • Pieve Emanuele • Pioltello • Pogliano Milanese • Pozzo d'Adda • Pozzuolo Martesana • Pregnana Milanese • 
R
Renate • Rescaldina • Rho • Robecchetto con Induno • Robecco sul Naviglio • Rodano • Roncello • Ronco Briantino • Rosate • Rozzano • 
S
San Colombano al Lambro • San Donato Milanese • San Giorgio su Legnano • San Giuliano Milanese • San Vittore Olona • San Zenone al Lambro • Santo Stefano Ticino • Sedriano • Segrate • Senago • Seregno • Sesto San Giovanni • Settala • Settimo Milanese • Seveso • Solaro • Sovico • Sulbiate • 
T
Trezzano Rosa • Trezzano sul Naviglio • Trezzo sull'Adda • Tribiano • Triuggio • Truccazzano • Turbigo • 
U
Usmate Velate • 
V
Vanzaghello • Vanzago • Vaprio d'Adda • Varedo • Vedano al Lambro • Veduggio con Colzano • Verano Brianza • Vermezzo • Vernate • Vignate • Villa Cortese • Villasanta • Vimercate • Vimodrone • Vittuone • Vizzolo Predabissi • 
Z
Zelo Surrigone • Zibido San Giacomo

## Pokrajina Monza in Brianza
Do začetka delovanja te nove pokrajine, ki je predviden za leto 2009, spadajo vse spodaj navedene občine v administracijo pokrajine Milano.
A
Agrate Brianza • Aicurzio • Albiate • Arcore • 
B
Barlassina • Bellusco • Bernareggio • Besana in Brianza • Biassono • Bovisio-Masciago • Briosco • Brugherio • Burago di Molgora • Busnago • 
C
Camparada • Caponago • Carate Brianza • Carnate • Cavenago di Brianza • Ceriano Laghetto • Cesano Maderno • Cogliate • Concorezzo • Cornate d'Adda • Correzzana • 
D
Desio • 
G
Giussano • 
L
Lazzate • Lentate sul Seveso • Lesmo • Limbiate • Lissone • 
M
Macherio • Meda • Mezzago • Misinto • Monza • Muggiò • 
N
Nova Milanese • 
O
Ornago • 
R
Renate • Roncello • Ronco Briantino • 
S
Seregno • Seveso • Sovico • Sulbiate • 
T
Triuggio • 
U
Usmate Velate • 
V
Varedo • Vedano al Lambro • Veduggio con Colzano • Verano Brianza • Villasanta • Vimercate

## Pokrajina Pavia
A
Alagna • Albaredo Arnaboldi • Albonese • Albuzzano • Arena Po • 
B
Badia Pavese • Bagnaria • Barbianello • Bascapè • Bastida Pancarana • Bastida de' Dossi • Battuda • Belgioioso • Bereguardo • Borgarello • Borgo Priolo • Borgo San Siro • Borgoratto Mormorolo • Bornasco • Bosnasco • Brallo di Pregola • Breme • Bressana Bottarone • Broni • 
C
Calvignano • Campospinoso • Candia Lomellina • Canevino • Canneto Pavese • Carbonara al Ticino • Casanova Lonati • Casatisma • Casei Gerola • Casorate Primo • Cassolnovo • Castana • Casteggio • Castelletto di Branduzzo • Castello d'Agogna • Castelnovetto • Cava Manara • Cecima • Ceranova • Ceretto Lomellina • Cergnago • Certosa di Pavia • Cervesina • Chignolo Po • Cigognola • Cilavegna • Codevilla • Confienza • Copiano • Corana • Cornale • Corteolona • Corvino San Quirico • Costa de' Nobili • Cozzo • Cura Carpignano • 
D
Dorno • 
F
Ferrera Erbognone • Filighera • Fortunago • Frascarolo • 
G
Galliavola • Gambarana • Gambolò • Garlasco • Genzone • Gerenzago • Giussago • Godiasco • Golferenzo • Gravellona Lomellina • Gropello Cairoli • 
I
Inverno e Monteleone • 
L
Landriano • Langosco • Lardirago • Linarolo • Lirio • Lomello • Lungavilla • 
M
Magherno • Marcignago • Marzano • Mede • Menconico • Mezzana Bigli • Mezzana Rabattone • Mezzanino • Miradolo Terme • Montalto Pavese • Montebello della Battaglia • Montecalvo Versiggia • Montescano • Montesegale • Monticelli Pavese • Montù Beccaria • Mornico Losana • Mortara • 
N
Nicorvo • 
N
Olevano di Lomellina • Oliva Gessi • Ottobiano • 
P
Palestro • Pancarana • Parona • Pavia • Pietra de' Giorgi • Pieve Albignola • Pieve Porto Morone • Pieve del Cairo • Pinarolo Po • Pizzale • Ponte Nizza • Portalbera • 
R
Rea • Redavalle • Retorbido • Rivanazzano • Robbio • Robecco Pavese • Rocca Susella • Rocca de' Giorgi • Rognano • Romagnese • Roncaro • Rosasco • Rovescala • Ruino • 
S
San Cipriano Po • San Damiano al Colle • San Genesio ed Uniti • San Giorgio di Lomellina • San Martino Siccomario • San Zenone al Po • Sannazzaro de' Burgondi • Sant'Alessio con Vialone • Sant'Angelo Lomellina • Santa Cristina e Bissone • Santa Giuletta • Santa Margherita di Staffora • Santa Maria della Versa • Sartirana Lomellina • Scaldasole • Semiana • Silvano Pietra • Siziano • Sommo • Spessa • Stradella • Suardi • 
T
Torrazza Coste • Torre Beretti e Castellaro • Torre d'Arese • Torre d'Isola • Torre de' Negri • Torrevecchia Pia • Torricella Verzate • Travacò Siccomario • Trivolzio • Tromello • Trovo • 
V
Val di Nizza •  Valeggio • Valle Lomellina • Valle Salimbene •  Valverde • Varzi • Velezzo Lomellina • Vellezzo Bellini • Verretto • Verrua Po • Vidigulfo • Vigevano • Villa Biscossi • Villanova d'Ardenghi • Villanterio • Vistarino • Voghera • Volpara • 
Z
Zavattarello • Zeccone • Zeme • Zenevredo • Zerbo • Zerbolò • Zinasco

## Pokrajina Sondrio
A
Albaredo per San Marco • Albosaggia • Andalo Valtellino • Aprica • Ardenno • 
B
Bema • Berbenno di Valtellina • Bianzone • Bormio • Buglio in Monte • 
C
Caiolo • Campodolcino • Caspoggio • Castello dell'Acqua • Castione Andevenno • Cedrasco • Cercino • Chiavenna • Chiesa in Valmalenco • Chiuro • Cino • Civo • Colorina • Cosio Valtellino • 
D
Dazio • Delebio • Dubino • 
F
Faedo Valtellino • Forcola • Fusine • 
G
Gerola Alta • Gordona • Grosio • Grosotto • 
L
Lanzada • Livigno • Lovero • Madesimo • Mantello • Mazzo di Valtellina • Mello • Menarola • Mese • Montagna in Valtellina • Morbegno • 
N
Novate Mezzola • 
P
Pedesina • Piantedo • Piateda • Piuro • Poggiridenti • Ponte in Valtellina • Postalesio • Prata Camportaccio • 
R
Rasura • Rogolo • 
S
Samolaco • San Giacomo Filippo • Sernio • Sondalo • Sondrio • Spriana • 
T
Talamona • Tartano • Teglio • Tirano • Torre di Santa Maria • Tovo di Sant'Agata • Traona • Tresivio • 
V
Val Masino • Valdidentro • Valdisotto • Valfurva • Verceia • Vervio • Villa di Chiavenna • Villa di Tirano

## Pokrajina Varese
A
Agra • Albizzate • Angera • Arcisate • Arsago Seprio • Azzate • Azzio • 
B
Barasso • Bardello • Bedero Valcuvia • Besano • Besnate • Besozzo • Biandronno • Bisuschio • Bodio Lomnago • Brebbia • Bregano • Brenta • Brezzo di Bedero • Brinzio • Brissago-Valtravaglia • Brunello • Brusimpiano • Buguggiate • Busto Arsizio • 
C
Cadegliano-Viconago • Cadrezzate • Cairate • Cantello • Caravate • Cardano al Campo • Carnago • Caronno Pertusella • Caronno Varesino • Casale Litta • Casalzuigno • Casciago • Casorate Sempione • Cassano  Magnago • Cassano Valcuvia • Castellanza • Castello Cabiaglio • Castelseprio • Castelveccana • Castiglione Olona • Castronno • Cavaria con Premezzo • Cazzago  Brabbia • Cislago • Cittiglio • Clivio • Cocquio-Trevisago • Comabbio • Comerio • Cremenaga • Crosio della Valle • Cuasso al Monte • Cugliate-Fabiasco • Cunardo • Curiglia con Monteviasco • Cuveglio • Cuvio • 
D
Daverio • Dumenza • Duno • 
F
Fagnano Olona • Ferno • Ferrera di Varese • 
G
Gallarate • Galliate Lombardo • Gavirate • Gazzada Schianno • Gemonio • Gerenzano • Germignaga • Golasecca • Gorla Maggiore • Gorla Minore • Gornate-Olona • Grantola • 
I
Inarzo • Induno Olona • Ispra • 
J
Jerago con Orago • 
L
Lavena Ponte Tresa • Laveno-Mombello • Leggiuno • Lonate Ceppino • Lonate Pozzolo • Lozza • Luino • Luvinate • 
M
Maccagno • Malgesso • Malnate • Marchirolo • Marnate • Marzio • Masciago Primo • Mercallo • Mesenzana • Montegrino Valtravaglia • Monvalle • Morazzone • Mornago • 
O
Oggiona con Santo Stefano • Olgiate Olona • Origgio • Orino • Osmate • 
P
Pino sulla Sponda del Lago Maggiore • Porto Ceresio • Porto  Valtravaglia • 
R
Rancio Valcuvia • Ranco • 
S
Saltrio • Samarate • Sangiano • Saronno • Sesto Calende • Solbiate Arno • Solbiate Olona • Somma Lombardo • Sumirago • 
T
Taino • Ternate • Tradate • Travedona-Monate • Tronzano Lago Maggiore • 
U
Uboldo • 
V
Valganna • Varano Borghi • Varese • Vedano Olona • Veddasca • Venegono Inferiore • Venegono Superiore • Vergiate • Viggiù • Vizzola Ticino